# Medaile Wilhelma Exnera
Medaile Wilhelma Exnera, německy Wilhelm-Exner-Medaille, je rakouské ocenění udělované nadací Wilhelma Exnera Rakouského obchodního spolku. Vzniklo při příležitosti 60. výročí členství Wilhelma Exnera ve spolku v roce 1921.

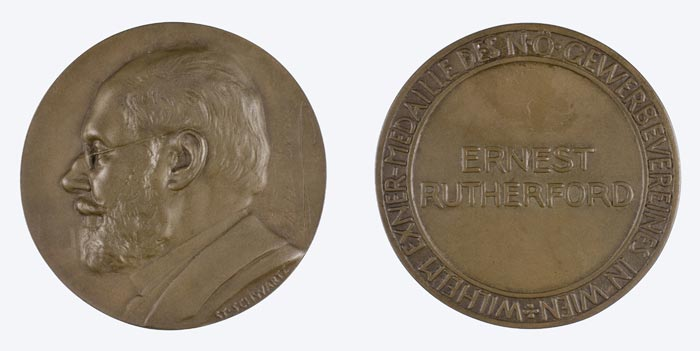
Medaile Wilhelma Exnera

Cena je určena vědcům a badatelům, kteří svou prací přímo či nepřímo významně ovlivnili ekonomiku. Medaile není spojena se žádnou finanční odměnou, ale nositelé jsou pozváni na oběd se spolkovým prezidentem Rakouska.
Nadaci, která o udělení medaile rozhoduje, předsedá jednatel volený každé tři roky - pokud možno nositel ocenění.

## Vzhled
Medaile je vyrobena z bronzu; má průměr 7,5 cm. Na přední straně je podobizna a podpis Wilhelma Exnera. Na rubu je jméno nositele, rok udělení a nápis „Wilhelm-Exner-Medaille des Österreichischen Gewerbevereins in Wien“.

## Nositelé

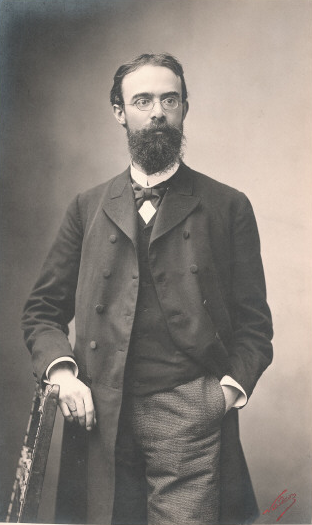
Josef Maria Eder získal cenu v roce 1923

Mezi oceněnými je také 20 nositelů Nobelovy ceny (stav k roku 2011).
- 1921: Carl Auer von Welsbach, Wilhelm Exner, Oskar von Miller
- 1922: Carl von Linde
- 1923: Alfred Collmann, Josef Maria Eder, Hubert Engels, Wilhelm Ostwald, Rudolf Wegscheider
- 1924: Carl von Bach
- 1925: Rudolf Halter
- 1926: Georg Graf von Arco, Michael Hainisch, Ernst Krause
- 1927: Hugo Junkers, Heinrich Mache
- 1928: Friedrich Gebers, Mirko Gottfried Ros
- 1929: Fritz Haber, Paul Ludwik
- 1930: Johann Kremenezky, Hermann Michel, Johannes Ruths
- 1931: Rudolf Saliger, Carl Hochenegg
- 1932: Friedrich Ignaz von Emperger, Otto Waldstein (1878–1936), Carl Bosch
- 1934: Hermann F. Mark, Guglielmo Marconi
- 1935: Wolf Johannes Müller, Arne Frederic Westgren
- 1936: Franz Fischer, Ferdinand Porsche, Ernest Rutherford
- 1937: Friedrich Bergius, Harold Hartley, Ernst Späth
- 1951: Eduard Heinl, Karl Holey, Ludwig Prandtl
- 1952: Richard Kuhn, Gustav Adolf Schwaiger
- 1953: Karl Girkmann, Hans Lieb
- 1954: Gustav Franz Hüttig, Berta Karlik, Geoffrey Ingram Taylor, Eduardo Torroja
- 1955: Ferdinand Campus, Bernhard Moritz Gerbel, Paul Schwarzkopf
- 1956: Johann Arvid Hedvall, Christopher Hinton, Franz Holzinger, Heinrich Sequenz
- 1957: Erika Cremer, Fritz Feigl, Alexander Fleck, Josef Mattauch, Pier Luigi Nervi, Erich Schmid
- 1958: Otto Hahn
- 1959: Richard Neutra, Reinhard Straumann, Carl Wagner
- 1960: Howard Walter Florey, Eugène Freyssinet, Lise Meitner
- 1961: John Cockcroft, Paul Harteck, Rudolf Vogel
- 1962: Albert Caquot, Theodore von Kármán, Franz Patat
- 1963: Eduard Justi, William B. Shockley, Philip Sporn
- 1965: Adolf Pucher, Fritz Regler, Adolf Slattenschek
- 1966: Henry Charles Husband, Fritz Stüssi, Friedrich Wessely
- 1967: Karl Kordesch, William Penney, Max Ferdinand Perutz
- 1968: Leopold Küchler, Richard Kwizda, Adolf Leonhard
- 1969: Wernher von Braun, Wolfgang Gröbner, Hans Nowotny, Hermann Oberth, Philip Weiss, Konrad Zuse
- 1970: Otto Kratky, Alastair Pilkington, Charles H. Townes, Herbert Trenkler
- 1971: Willibald Jentschke, Hans List, Karl Ziegler
- 1972: Eberhard Spenke, Heinz Zemanek
- 1973: Otto Hromatka, Richard Kieffer, Bruno Kralowetz, Otto Kraupp, Guido von Pirquet (post mortem)
- 1974: Godfrey Hounsfield, Peter Klaudy, Siegfried Meurer, Roland Mitsche
- 1975: Herbert Döring, Klaus Oswatitsch, Ladislaus von Rabcewicz, August F. Witt
- 1976: Ferdinand Beran, Ferdinand Steinhauser, Theodor Wasserrab
- 1977: Viktor Hauk, Fritz Paschke, Erwin Plöckinger, Hans Scherenberg
- 1978: Max Auwärter, Friedrich Ludwig Bauer, Hans Tuppy
- 1979: Alfred Kastler, Winfried Oppelt, Ferry Porsche, Christian Veder
- 1980: Ernst Fehrer, Otto Hittmair, Willem Kolff, Günther Wilke
- 1981: Anton Pischinger, Josef Schurz, Adriaan van Wijngaarden
- 1982: Hendrik Casimir, Edmund Hlawka, Stanley Hooker
- 1983: Ernst Brandl, Walter Heywang, Kurt Magnus
- 1984: Adolf Birkhofer, Karl Rinner, Egon Schubert
- 1985: Ernst Fiala, Heinz Maier-Leibnitz, Helmut Rauch
- 1986: Gerhard Dorda, Viktor Gutmann, Horst Dieter Wahl
- 1987: Reimar Lüst, Karl Alexander Müller, Otto Vogl
- 1988: Hubert Bildstein, Gyözö Kovács, Helmut Zahn
- 1990: Karl Kraus, Takeo Saegusa, Gernot Zippe
- 1991: Michael J. Higatsberger, Karl Schlögl, Herwig Schopper
- 1992: Peter Komarek, Willibald Riedler, Karl Hermann Spitzy
- 1993: Hellmut Fischmeister, Hans Junek, Aladar Szalay
- 1994: Max L. Birnstiel, Siegfried Selberherr, Josef Singer
- 1995: Gottfried Biegelmeier, Bruno Buchberger, Jozef Schell
- 1996: Ingeborg Hochmair-Desoyer, Herbert Mang, Bengt Gustaf Rånby, Heinrich Klaus Peter Ursprung
- 1997: Hans A. Leopold, Klaus Pinkau, Charles Weissmann
- 1998: Heinz Engl, Heiner Ryssel, Uwe B. Sleytr
- 1999: Henry Baltes, Gottfried Konecny, Peter Schuster
- 2000: Heinz Brandl, Rudolf Rigler, Heinz Saedler
- 2001: Georg Brasseur, Artur Doppelmayr, Friedrich Dorner
- 2002: Hermann Katinger, Ferdinand Piëch, Andreas Plückthun
- 2003: Dietrich Kraft, Helmut List, Hans Sünkel
- 2004: Andreas Ullrich, Meir Wilchek
- 2005: Hermann Kopetz, Jan Egbert de Vries, Anton Zeilinger
- 2006: Hannes Bardach, Shuguang Zhang
- 2007: Wolfgang Zagler, Peter Palese
- 2008: Zdeněk Bažant, Wolfgang Knoll
- 2009: Christian Wandrey, Alan Fersht
- 2010: Ada Jonathová, Bertil Andersson
- 2011: Manfred Eigen, Michael Grätzel[2]
- 2012: Theodor Hänsch, Robert Langer, Friedrich Prinz
- 2013: Heinz Redl, Joseph M. Jacobson
- 2014: Thomas J. R. Hughes
- 2015: Gregory Winter
- 2014: Thomas J. R. Hughes
- 2015: Gregory Winter
- 2016: Emmanuelle Charpentierová, Gero Miesenböck, Stefan Hell, Johann Eibl
- 2017: Fabiola Gianotti, Chad Mirkin
- 2018: Gregor Weihs, Thomas Jennewein, Zhenan Bao, A. Paul Alivisatos
- 2019: Joseph M. DeSimone
- 2020: Edward S. Boyden
- 2021: Katalin Karikóová
- 2023: Omar M. Yaghi, Daniel G. Anderson, Thuc-Quyen Nguyen
- 2024: Ferdi Schüth, Giulio Superti-Furga[3]